# زيد أباد (مقاطعة فهرج)
زيد أباد (بالإنجليزية: Zeydabad, Fahraj)‏ هي مستوطنة تقع في البلدة المركزية في إيران. يقدر عدد سكانها بـ 489 نسمة .